# A/Z｜aLIEz
「A/Z｜aLIEz」（アズ｜アライズ）は、SawanoHiroyuki[nZk]の1枚目のシングル。2014年9月10日にDefSTAR Recordsから発売された。

## 概要
アニメや映画、ドラマ作品の劇伴を担当している澤野弘之による、ボーカル楽曲に重点を置いたプロジェクトSawanoHiroyuki[nZk]（サワノヒロユキヌジーク）の第2弾。表題曲は、澤野が音楽を手掛けるテレビアニメ『アルドノア・ゼロ』エンディングテーマに、カップリング曲は同アニメの挿入歌に起用された。
ゲストボーカルにイツエのmizuki（イツエでは瑞葵名義）を迎えている。
また、収録曲3曲がiTunes Store、moraで同時トップ10入りを果たした。

## 収録曲

### CD
全作曲・編曲：澤野弘之
1. [nZk] [3:20]
2. A/Z [5:17]
作詞：澤野弘之
  - UHFアニメ『アルドノア・ゼロ』エンディングテーマ
3. aLIEz [4:28]
作詞：澤野弘之
  - UHFアニメ『アルドノア・ゼロ』エンディングテーマ
4. Keep on Keeping on [3:53]
作詞：Benjamin Anderson・mpi
  - UHFアニメ『アルドノア・ゼロ』挿入歌
5. A/Z（TV size） [1:30]
6. aLIEz（TV size） [1:32]
7. A/Z（instrumental） [5:17]
8. aLIEz（instrumental） [4:28]

### DVD（期間生産限定盤のみ）
1. 「A/Z」（「アルドノア・ゼロ」 ノンクレジットエンディングムービー）